# Alessandro Gazzi
Alessandro Gazzi (Feltre, Italia, 28 de enero de 1983) es un futbolista italiano que juega como centrocampista en el US Alessandria.

## Carrera

### Viterbese
En agosto de 2003 fue vendido al Viterbese. Era un jugador titular habitual para el lado, disputando 31 partidos y anotando un gol.

### Bari y Reggina
En julio de 2004 se trasladó al Bari en la Serie B. En su primera temporada en Apulia jugó 34 partidos y marcó 3 goles, finalmente el Bari terminó décimo en la liga.
El año siguiente jugó 35 partidos, anotando 1 gol. En la temporada siguiente jugó 11 partidos, pero en el último día del mercado de fichajes de invierno fue vendido a préstamo al Reggina, donde por primera vez en su carrera tuvo la oportunidad de jugar en la Serie A. Hizo su debut en la máxima categoría el 11 de febrero de 2007 en una victoria contra el Torino, y jugó 9 partidos hasta el final de la temporada. Gracias a su aportación, el equipo, entonces dirigido por Walter Mazzarri, alcanza la salvación, a pesar de una deducción de 11 puntos debido al Calciopoli.

### Regreso al Bari
El 22 de junio de 2007 el jugador volvió a Apulia. El 22 de septiembre, durante un partido contra el Ravenna, sufrió una lesión en el ojo que le obligó ir al hospital y un descanso de dos semanas. El 21 de noviembre extendió su contrato con el Bari hasta 2011.
En la temporada 2008-09, con 39 apariciones, Gazzi fue uno de los jugadores más activos en el ascenso del club a la Serie A, entrenado en ese entonces por Antonio Conte. Al año siguiente, fue una pieza fundamental del equipo dirigido por Giampiero Ventura, jugando 32 partidos en la máxima categoría. El 7 de abril de 2010 firmó una extensión de contrato más hasta 2013, y durante 2011 a 2012, a pesar del descenso, fue de nuevo un jugador impresionante, con 31 partidos jugados. El 10 de abril de 2011 marcó su primer gol en la Serie A ante el Catania.

### Siena
Después del descenso del Bari a la Serie B, hubo rumores de una posible transferencia al Chievo Verona y al Torino, pero el 11 de agosto de 2011 fue vendido al Siena, recién ascendido a la Serie A.
Hizo su debut bajo Giuseppe Sannino el 11 de septiembre contra el Catania y anotó su primer gol el 20 de noviembre en un partido en casa contra el Atalanta. Jugó 33 partidos para el club, anotando 1 gol.

### Torino
El 13 de julio de 2012 Gazzi fue vendido al Torino. Debutó el 18 de agosto de 2012, en un partido de Copa Italia contra el Lecce; su debut en la liga fue el 26 de agosto contra su antiguo club, el Siena. Marcó su primer gol con el Torino el 30 de septiembre, en una victoria por 1-5 como visitante contra el Atalanta. Concluyó la temporada 2012-13 con 34 apariciones y 2 goles, además de una aparición en la Copa Italia. El 28 de agosto de 2014 hizo su debut en Europa en la victoria por 1-0 contra el Hajduk Split. En febrero de 2015 renovó su contrato con el club hasta el final de la temporada 2015-16.

### Palermo
En verano del 2016 fue fichado por el US Città di Palermo. Tras el descenso del Palermo en la temporada 2016-17 dejó el club italiano.

### Alessandria
En verano de 2017 ficha libre por el US Alessandria.

## Clubes
- Treviso (2000-2001)
- SS Lazio (cedido) (2001-2003)
- AS Viterbese (2003-2004)
- AS Bari (2004-2011)
- Reggina Calcio (2007) (cedido)
- AC Siena (2011-2012)
- Torino FC (2012-2016)
- US Città di Palermo (2016-2017)
- Unione Sportiva Alessandria 1912 (2017- )

## Palmarés
Bari
- Serie B: 2008-09